# Gustaf Daniel Lorichs
Gustaf Daniel Lorichs, född 1785, död 1855, var en svensk konstsamlare och diplomat.
Lorichs var bosatt som diplomat i Madrid 1814-53, från 1816 som chargé d'affaires. Själv intresserad amatörmålare, grundade han i Spanien en betydande samling av konstföremål, särskilt medaljer och äldre spanska mynt, som delvis löstes in av svenska staten 1863 för att ingå i Kungliga Myntkabinettets samlingar. Lorichs framträdde även som numismatisk författare.